# دیتمانس
دیتمانس (به آلمانی: Dietmanns) یک منطقهٔ مسکونی در اتریش است که در ناحیه وایدهوفن آن در تایا واقع شده‌است. دیتمانس ۶٫۸۶ کیلومتر مربع مساحت دارد ۶۲۲ متر بالاتر از سطح دریا واقع شده‌است.